# Anaphiloscia simoni
Anaphiloscia simoni är en kräftdjursart som beskrevs av Emil Racoviţă 1907. Anaphiloscia simoni ingår i släktet Anaphiloscia och familjen Philosciidae. Inga underarter finns listade i Catalogue of Life.